# Wuliangsi
Wuliangsi (kinesiska: 无量寺, 无量寺乡) är en socken i Kina. Den ligger i provinsen Henan, i den centrala delen av landet, omkring 170 kilometer söder om provinshuvudstaden Zhengzhou. Antalet invånare är 29 086. Befolkningen består av 14 668 kvinnor och 14 418 män. Barn under 15 år utgör 26,0 %, vuxna 15-64 år 61 %, och äldre över 65 år 11,0 %.
Genomsnittlig årsnederbörd är 984 millimeter. Den regnigaste månaden är augusti, med i genomsnitt 180 mm nederbörd, och den torraste är januari, med 10 mm nederbörd.